# 카르트벨리아인
카르트벨리아인은 남캅카스어족의 언어를 사용하는, 남부 캅카스의 민족 집단이다.
- 조지아인
  - 스반족
  - 잔스족
    - 밍그렐리아족
    - 라즈족